# Орден Святого Георгія (Російська імперія)
Це стаття про орден Російської імперії. Про державну нагороду Російської Федерації див.: Орден Святого Георгія (Російська Федерація).
О́рден Свято́го Гео́ргія  (Імператорський Військовий орден Святого Великомученика і Побідоносця Георгія)  — вища військова нагорода Російської імперії. В ширшому сенсі — комплекс відзнак офіцерів, нижніх чинів і військових підрозділів.
Заснований імператрицею Катериною II 26 листопада (7 грудня) 1769 на честь Святого Юрія (у російській Церкві — Георгій) для відзначення офіцерів за заслуги на полі бою.
Орден мав чотири ступені. Також було засновано «Георгіївська зброя», рос. «Знак Отличия Военного ордена Св. Георгия» (солдатський Георгіївський хрест), «Георгіївська медаль» та інші георгіївські відзнаки, як для особистого, так і для колективного нагородження.
Орденами всіх ступенів нагороджено понад 10 тисяч осіб. Орденом другого ступеня нагороджено 125 осіб. Першим (вищим) ступенем ордена нагороджено лише 25 осіб.
Серед нагороджених найвищим I ступенем були такі особи, як П. О. Румянцев, Г. О. Потьомкін, О. В. Суворов, М. І. Кутузов, М. Б. Барклай-де-Толлі. Існує два випадки самонагородження — «покладання на себе» ордена І ступеня імператрицею Катериною II й імператором Олександром II.
Тільки четверо осіб за всю історію російської армії і флоту удостоїлися усіх чотирьох ступенів ордена Св. Георгія: Михайло Кутузов, Михайло Барклай-де-Толлі, Іван Паскевич, Ганс Карл Дібіч.
У 1807 р. Олександр Перший дав можливість і нижнім чинам прикрасити свої мундири Георгієм — при ордені Святого Георгія засновується спеціальна нагорода для нижчих чинів — рос. «Знак отличия Военного ордена». У 1856 «солдатський орден» був також розділений на чотири ступені: I і II — золоті хрести, III і IV — срібні.
Орден Святого Георгія виділявся своїм статутом серед інших російських орденів тим, що був нагородою за особисту доблесть у бою і особисті заслуги. Тільки за них офіцер міг бути удостоєний нагороди, що строго регламентувалося статутом ордена. Орденські знаки не нумерували, але велися списки нагороджених.

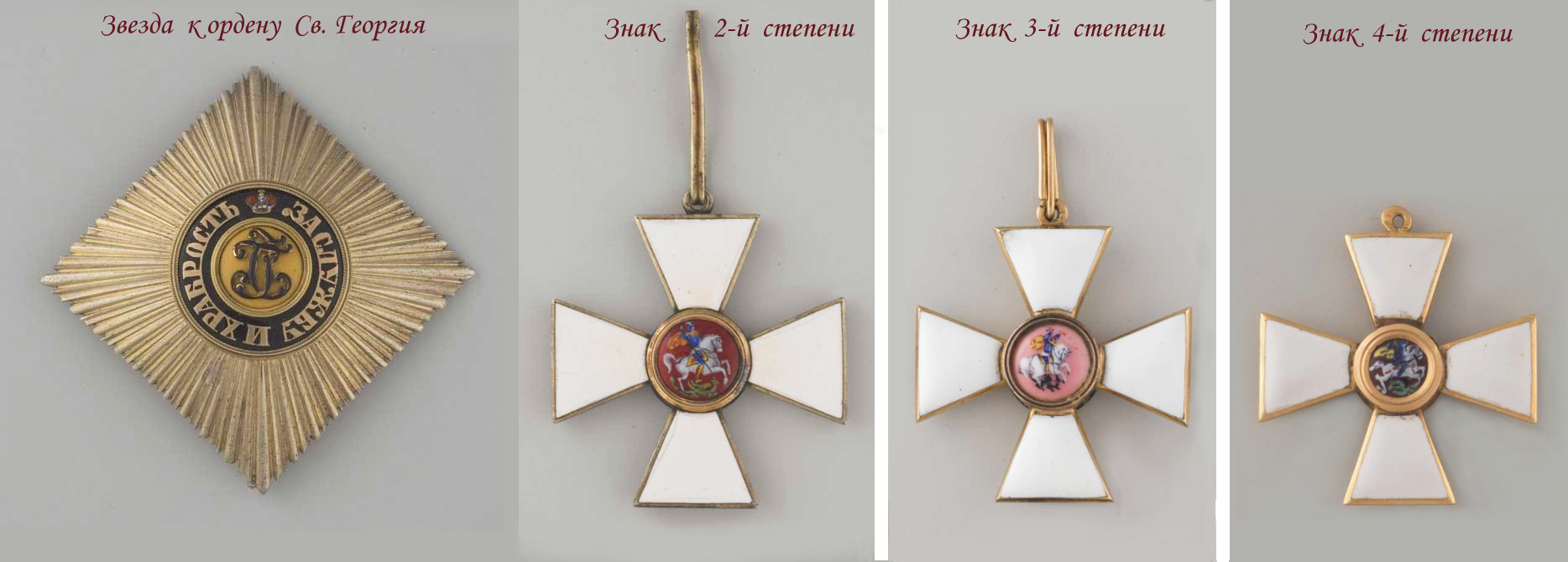
Зірка і знаки (хрести) ордена Св. Георгія. Хрести 1-го і 2-го ст. більші від хрестів 3-го і 4-го ст. Зображення Св. Георгія на хресті відрізняються в різні часи. Розміри хрестів 4-го ст. коливались від 31×31 до 36×36 мм, вага була в межах 7—10 г. На зворотній стороні хрестів у середині на білому фоні вензель — стилізовані літери СГ, тобто Святий Георгій.

Скасований більшовиками після жовтневого перевороту. Білогвардійські кола деякий час продовжували нагородження орденом.